# La tropa de trapo en el país donde siempre brilla el sol
La tropa de trapo en el país donde siempre brilla el sol  es una película española de animación 3D dirigida por Álex Colls. Se basa en Los Happets, serie de televisión que se emitió en TV3 y en otros países como Corea del Sur. Los protagonistas son unos animales que combinan gracia con inocencia. El guion lo ha realizado Lola Beccaria, escritora gallega de novelas como El arte de perder. Los diseños de los personajes y decorados son de  Marc Clamens y Laurence Jammes, ilustradores y grafistas franceses de libros para niños como: La tropa de trapo/Els cap de drap/The Happets (Lupitabooks), 3 piggy (Imaginarium), Anem a veure món (Cruïlla) entre otros. Fue realizada en 3D.

## Sinopsis
Mumu descubre un rebaño de ovejas pastando en el parque donde juegan con sus amigos Milo, Rita, Talalo, Alfred y Olga, y no puede evitar comparar su níveo aspecto con el de ellos, la tropa de trapo, confeccionados con telas de muy diferentes estampados, con montones de manchas de todos los colores de jugar en el campo y en los charcos. Y siente cierta vergüenza de sus amigos y envidia de las lustrosas ovejas. Y cuando descubre que esas impecables ovejas son en realidad estrellas que van a formar parte de un gran espectáculo, Mumu queda definitivamente seducida por ellas y se dispone a cambiar lo que sea necesario con tal de llegar a ser también una glamourosa estrella, pensando que ella, una vaca tan especial, está perdiendo el tiempo con un grupo de amigos equivocados.